# Olivera Čangalović
Olivera Čangalović (in serbo Оливера Чангаловић?; Belgrado, 7 marzo 1960) è un'ex cestista jugoslava.

## Carriera
Con la Jugoslavia ha disputato i Campionati mondiali del 1983 e i Campionati europei del 1983.